# قدرت منطقه‌ای

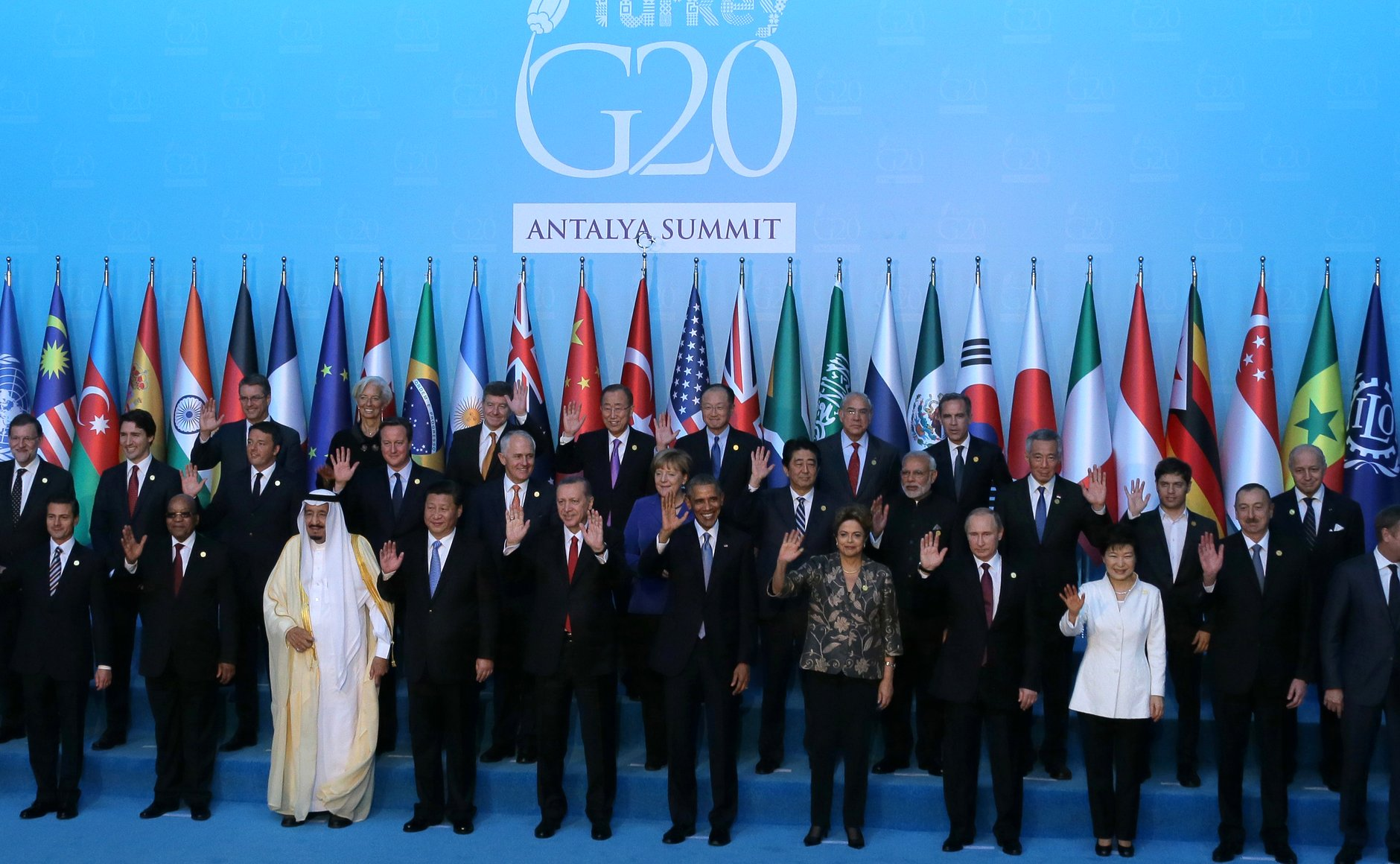
شرکت کنندگان در اجلاس سران گروه ۲۰ در سال ۲۰۱۵ در ترکیه

در روابط بین‌المللی، یک قدرت منطقه‌ای کشوری است که در یک ناحیه جغرافیایی دارای قدرت است. کشورهایی که از قدرت خود به خوبی استفاده می‌کنند و در ناحیه‌ای از جهان قدرت دارند، دارای برتری منطقه‌ای خواهند بود.

## ویژگی‌ها
قدرت‌های منطقه‌ای قطبیت یک ناحیه منطقه‌ای را شکل می‌دهند. معمولاً، قدرت‌های منطقه‌ای دارای توانمندی‌هایی هستند که در منطقه مهم است، اما دارای توانمندی‌هایی در مقیاس جهانی نیستند. در تعریف‌های قدرت منطقه‌ای اندکی تضاد وجود دارد. کنسرسیوم اروپایی برای پژوهش‌های سیاسی یک قدرت منطقه‌ای را به عنوان «یک دولت متعلق به یک ناحیه تعریف شده از نظر جغرافیایی که از نظر اقتصادی و نظامی بر این منطقه حاکم است، قادر به اِعمال نفوذ مسلط در منطقه و نفوذ قابل توجهی در مقیاس جهانی است، مایل به استفاده از منابع قدرت است و توسط همسایگان خود به عنوان رهبر منطقه‌ای به رسمیت شناخته یا حتی پذیرفته شده» تعریف می‌شود.
مؤسسه مطالعات جهانی و منطقه‌ای بیان می‌کند که یک قدرت منطقه‌ای باید:
- بخشی از یک منطقه قابل تعریف را با هویت خود تشکیل دهد.
- ادعا کند که یک قدرت منطقه‌ای است (تصویر خود در یک قدرت منطقه‌ای)
- نفوذ قاطعی بر گستره جغرافیایی منطقه و همچنین ساختار ایدئولوژیک خود داشته باشد.
- دارای توانمندی‌های نسبتاً بالایی در ارتش، اقتصاد، جمعیت شناختی، امور سیاسی و ایدئولوژیکی باشد.
- به خوبی در منطقه یکپارچه شده باشد.
- وظایف امنیت منطقه‌ای را تا حد بالایی در دستور کار خود تعریف کند.
- به عنوان یک قدرت منطقه‌ای نزد قدرت‌های دیگر در منطقه و فراتر از آن و به ویژه نزد دیگر قدرت‌های منطقه ای اعتبار داشته باشد.
- دارای ارتباط خوبی با مجامع منطقه‌ای و جهانی باشد.

## قدرت‌های منطقه‌ای کنونی

قدرت‌های اصلی برپایه منطقه

در ادامه، کشورهایی که توسط روابط بین‌المللی و متخصصین علوم سیاسی، تحلیلگران یا دیگر متخصصین به عنوان قدرت منطقه ای تعریف شده‌اند آمده‌اند. این کشورها تا حدی معیارهای داشتن وضعیت قدرت منطقه‌ای که در بالا اشاره شد را دارند. متخصصین دیگر، دارای نظرات متفاوتی در مورد کشورهایی که دقیقاً قدرت منطقه‌ای هستند دارند. کشورها بر اساس ناحیه آن‌ها و به صورت الفبایی مرتب شده‌اند. قدرت‌های اصلی یا عمده منطقه‌ای (که قدرت‌های محوری نیز نامیده می‌شوند) توسط تحلیلگران در نواحی عمده قرار داده شده‌اند. قدرت‌های منطقه‌ای عمده پررنگ، و قدرت‌های منطقه‌ای جزئی به صورت معمولی نوشته شده‌اند.

### آفریقا
- آفریقای جنوبی[G20][BRICS][۳][۴][۵][۶]
- نیجریه[۷][۸]

### آمریکای شمالی
دو کشور ایالات متحده و کانادا در آمریکای شمالی قدرت منطقه‌ای هستند اما کشور ایالات متحده آمریکا به علت دارا بودن قدرت برتر در تمامی زمینه‌ها قدرتمندترین کشور جهان شناخته می‌شود.
- کانادا [G7][G20]
- ایالات متحده آمریکا [GP][G7][G20][۹]

### آمریکای لاتین
- آرژانتین [G20][۱۰][۱۱][۱۲][۱۳][۱۴][۱۵][۱۶]
- برزیل[BRICS][G20][۱۷][۱۸][۱۹][۲۰][۲۱]
- مکزیک[G20][۲۲][۲۳][۲۴][۲۵]

### آسیا
از لحاظ تاریخی، چین قدرت غالب در شرق آسیا بوده است. اما چند دهه بعد، امپراتوری ژاپن ابتدا به عنوان یکی از قوای متفقین بازیکن مهمی در جنگ جهانی اول شد. پس از آن، آشفتگی اقتصادی، اخراج ژاپن از لیگ ملت‌ها، و علاقه ژاپن به گسترش سرزمین اصلی که ژاپن را به عنوان یکی از متحدین تبدیل به بازیکن مهمی در جنگ جهانی دوم کرد، چین را به عنوان یکی از قوای متفقین به یک بازیکن کلیدی در جنگ جهانی دوم بدل نمود. در سال‌های اخیر، دوباره موازنه نظامی و اقتصادی در کشورهایی مانند چین و هند ممکن است منجر به تغییرات قابل توجهی در جغرافیای سیاسی آسیا شود. همچنین، ژاپن، چین و کره جنوبی تأثیر بیشتری بر مناطق خارج از آسیا به دست آورده‌اند.

#### شرق آسیا
- چین[GP][BRICS][G20][۲۶][۲۷][۲۸][۲۹][۳۰][۳۱]
- ژاپن[GP][G7][G20][۳۱][۳۲][۳۳]
- کره جنوبی[G20][۳۱][۳۴][۳۵][۳۶][۳۷][۳۸]

#### جنوب آسیا
- هند[BRICS][G20][۳][۳۹][۴۰][۴۱][۴۲]
- پاکستان[۴۳][۴۴][۴۵][N11]

#### آسیای جنوب شرقی
- اندونزی[G20][N11][۴][۴۶]

#### غرب آسیا
در منطقه خاورمیانه چهار کشور ایران، اسرائیل و ترکیه و عربستان که هر کدام قدرت اقتصادی نظامی و فرهنگی مخصوص به خود را دارند و می‌توانند در کشورهای دیگر منطقه نفوذ سیاسی و فرهنگی بکنند. و سایر کشور ها از جمله( امارات متحده عربی ، کویت و بحرین) در رتبات بعدی قرار دارند.
- امارات متحده عربی [N 11][G-15][OPEC][۴۷][۴۸][۴۹]
- بحرین[N 11][G-15][OPEC][۵۰][۵۱][۵۲][۵۳]
- کویت[N11][۳][۳۹][۵۴]
- اسرائیلa[۳][۵۵][۵۶]
- عربستان سعودی [G20][۳][۳۹][۵۷][۵۸]
- ترکیه
- ایران

### اروپا
فرانسه، آلمان، ایتالیا و بریتانیا به عنوان چهار ابرقدرت بزرگ اروپا شناخته می‌شوند. از لحاظ تاریخی، قدرت‌های غالب در این منطقه امپراتوری‌های استعماری مختلفی در سراسر جهان (مانند امپراتوری بریتانیا، امپراتوری فرانسه یا امپراتوری اسپانیا) به وجود آورده‌اند. اکنون، بیشتر این قاره به دلیل بزرگ شدن اتحادیه اروپا یکپارچه شده است.
- فرانسه[GP][G7][G20][۴][۳۳][۶۱]
- آلمان[GP][G7][G20][۴][۳۳][۶۲]
- ایتالیا[GP][G7][G20][۶۳][۶۴][۶۵][۶۶]
- بریتانیا[GP][G7][G20][۱۱][۱۵][۶۷]

### قدرت‌های منطقه ای بین قاره‌ای
کشورهای بین قاره‌ای مانند روسیه قادر به اعمال نفوذ منطقه‌ای در مناطق بزرگی از جهان هستند.
- روسیه[GP][BRICS][G20][۳۱][۳۳][۶۸]
- ترکیه[G20][۳۸][۶۹][۷۰][۷۱][۷۲][۷۳]

### اقیانوسیه
- استرالیا[G20][۷۴][۷۵]